# 郭美
郭美（？—？），字名周，福建福清人，清朝政治人物。
郭美為雍正元年（1723年）癸卯恩科進士第三甲八十九名。授邢台县知县。乾隆三年（1738年）上任台灣府儒學教授。